# Tariel Ratianidze

a Compétitions nationales et continentales officielles uniquement.

b Matchs officiels uniquement.
Dernière mise à jour le 5 janvier 2018.
Tariel Ratianidze (en géorgien : ტარიელ რატიანიძე et phonétiquement en français : Tariel Ratianidzé), né le 5 janvier 1980 à Mtskheta, est un joueur international géorgien de rugby à XV qui évolue au poste de pilier.

## Biographie

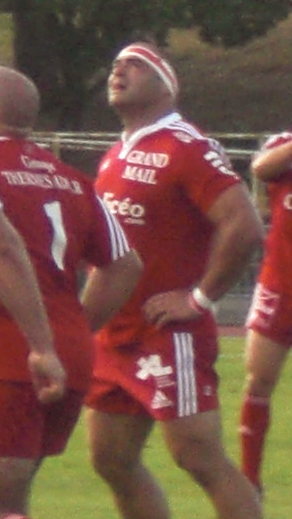
Tariel Ratianidze sous le maillot de l'US Dax, en 2012.

Tariel Ratianidze est né à Mtskheta, à l'Est de la capitale Tbilissi du RSS de Géorgie.
Avant de se consacrer totalement au rugby à XV, Tariel Ratianidze a commencé à pratiquer le judo, puis participe à des compétitions de bras de fer en Géorgie, au cours desquelles il est sacré au niveau universitaire.
Il commence sa carrière professionnelle en France en 1999 avec l'US Montauban, puis avec l'AS Béziers.
En mars 2005, alors que le club anglais des Sale Sharks venait de racheter son contrat, une hernie discale est diagnostiquée, sans possibilité d'opération chirurgicale ; sa carrière professionnelle s'arrête alors, tandis qu'il lui est interdit de jouer aux postes de première ligne. Il continue alors la pratique du rugby en division amateur, au sein du Stade piscénois et du RO Agde.
Le 13 janvier 2011, le diagnostic est révisé, permettant la reprise d'une pratique professionnelle ; il s'engage alors à partir de la saison 2011-2012 avec le Lyon OU.
La saison suivante, il rejoint l'US Dax.
Il continue sa carrière au SU Agen et au Stade montois.
En 2015, il s'engage avec le RC Narbonne. Une blessure à l'épaule, contractée à l'automne 2016, l'éloigne six mois des terrains. Après deux saisons, il quitte le club audois, prenant ainsi sa retraite sportive en tant que joueur.

## Palmarès
- Championnat de France de rugby à XV de 2e division :
  - Champion (1) : 2001 avec l'US Montauban
  - Vice-champion (1) : 2014 avec le SU Agen